# جان فولر دیوانه

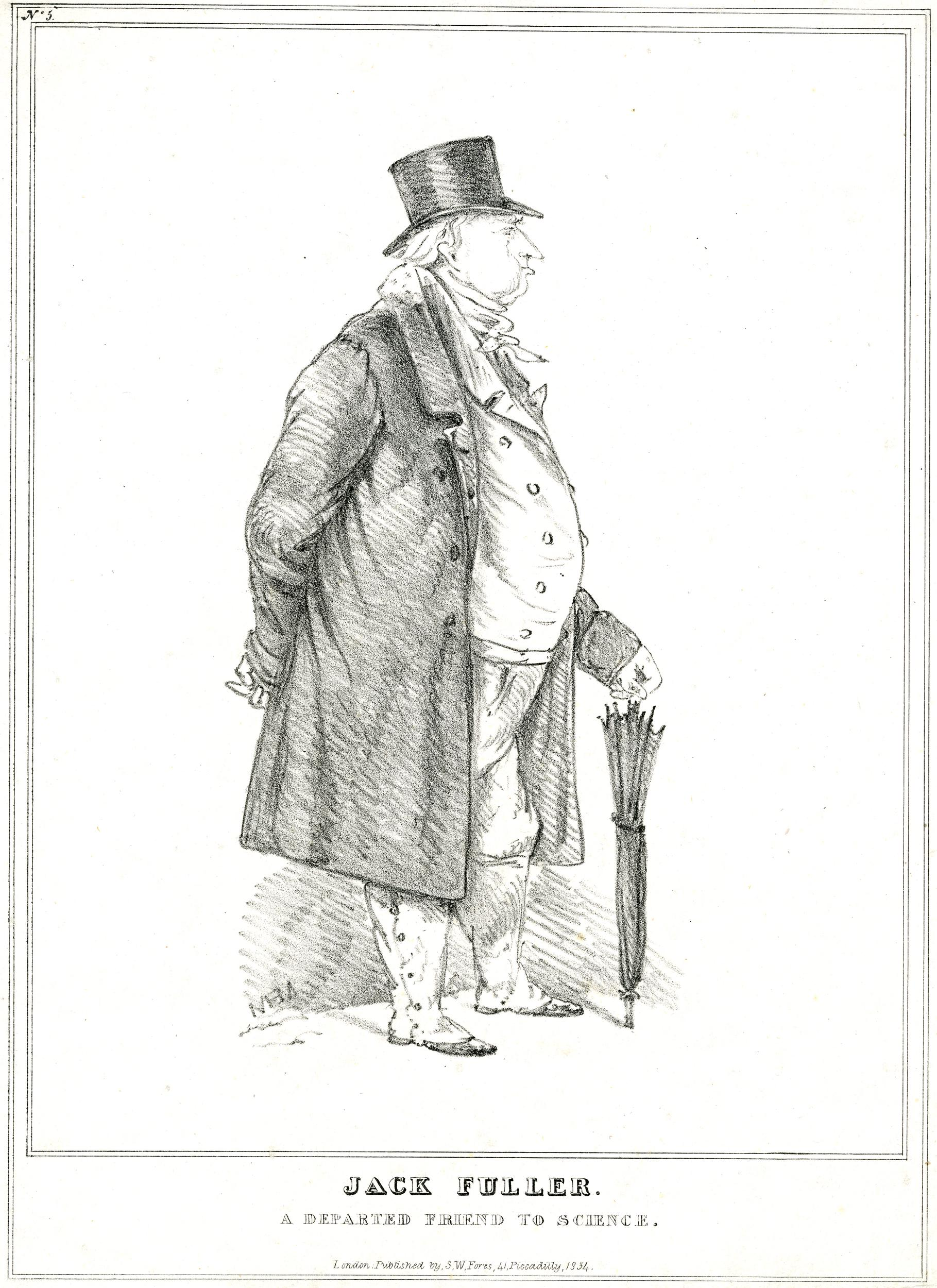

جان فولر  (به انگلیسی: John Fuller) (۲۰ فوریه ۱۷۵۷ – ۱۱ آوریل ۱۸۳۴)، که بیشتر با نام "جک دیوانه" فولر شناخته می شود (اگرچه خود او ترجیح می‌داد «جان شریف فولر» خوانده شود)، صاحب زمین در روستای برایتلینگ در ساسکس و سیاستمداری بود که در مجلس عوام بین  ۱۷۸۰ تا ۱۸۱۲ عضویت داشت. او سازنده‌ی چندین ساختمان شگفت‌انگیز (فولی)، خیّر، حامی هنر و علوم، و همچنین مالک برده و حامی برده‌داری بود. او نقاشی های زیادی را از جی ام دبلیو ترنر خرید و سفارش داد. او حامی و راهنمای مایکل فارادی بود.

## اوایل زندگی
فولر در ۲۰ فوریه ۱۷۵۷ در نورث استونهام، همپشر به دنیا آمد. او در روستای والدرون ، نزدیک هیثفیلد در ساسکس، واقع در جنوب انگلستان غسل تعمید داده شد. والدین او کشیش هنری فولر (۱۵ ژانویه ۱۷۱۳ – ۲۳ ژوئیه ۱۷۶۱) و همسرش (که همچنین دخترعموی او بود) فرانسس فولر (متولد ۱۷۲۵ – درگذشته ۱۴ فوریه ۱۷۷۸) بودند. 
او در سال ۱۷۶۱، زمانی که چهار ساله بود، پدرش را از دست داد. در سن ده‌سالگی، در سال ۱۷۶۷، تحصیلات خود را در کالج ایتن ، یک مدرسه دولتی مشهور در بارکشر آغاز کرد.
در ۷ مه ۱۷۷۷، عموی جک فولر، رز فولر ، که نماینده مجلس بود، درگذشت  و املاک خود در ساسکس و مزارع جامائیکا برای جک به ارث گذاشت. بدین ترتیب، جک فولر در سن ۲۰ سالگی مالک املاک رز هیل (که اکنون به پارک برایتلینگ معروف است) در برایتلینگ، ساسکس شد.

## حرفه سیاسی

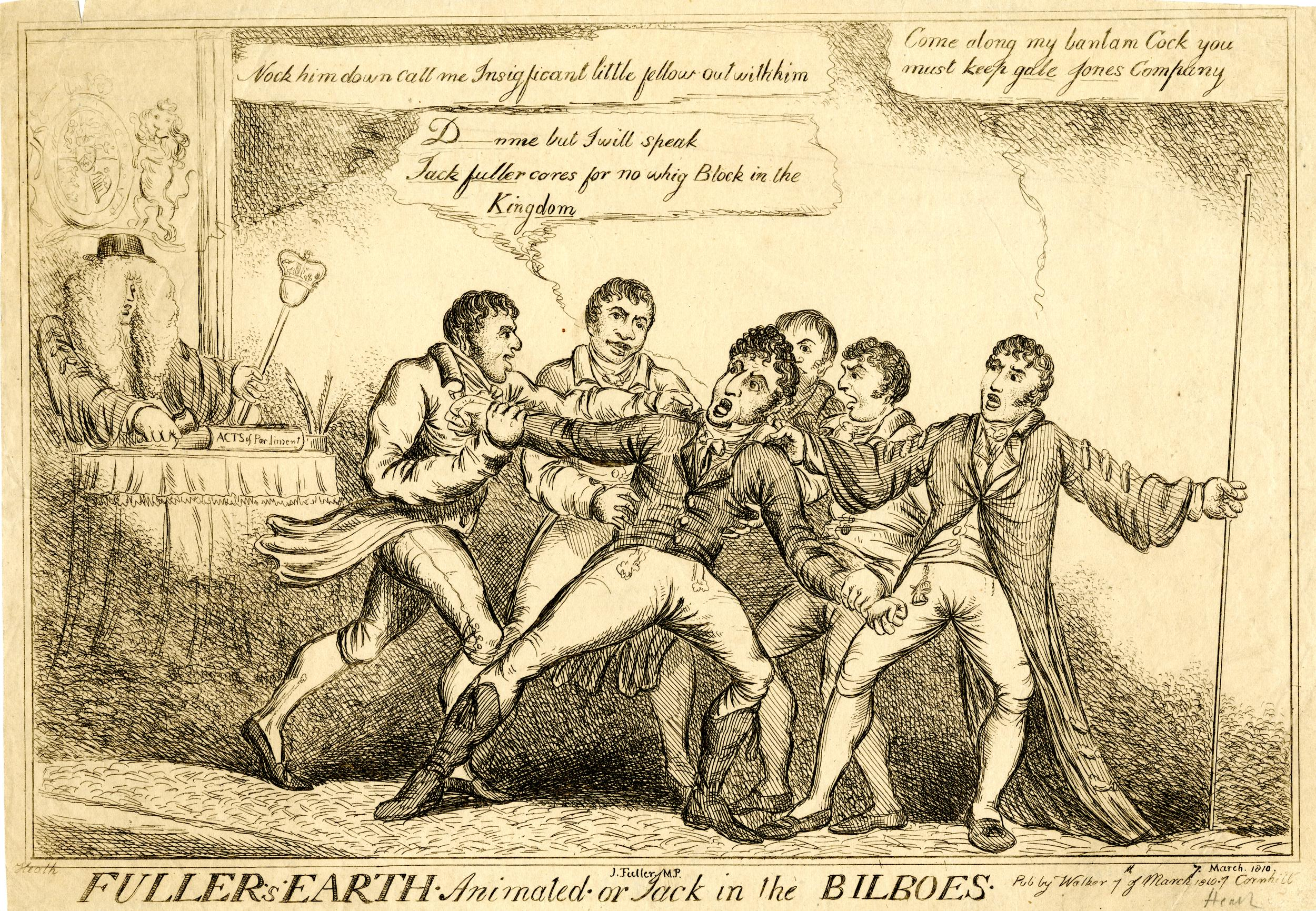
چاپ طنز فولر توسط ویلیام هیث

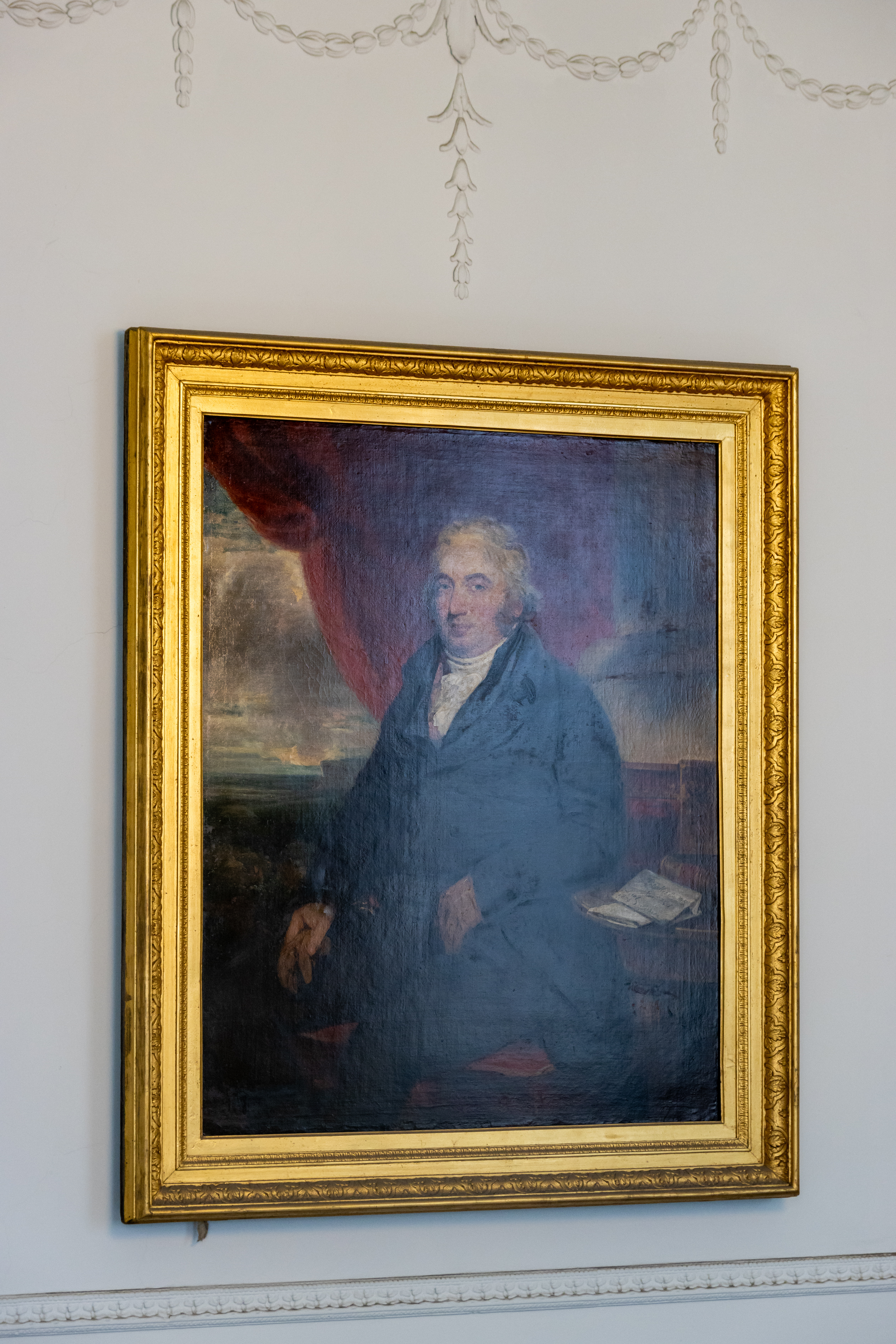
نقاشی در موسسه سلطنتی

در سال ۱۷۷۹، جان "جک دیوانه" فولر،  ۲۲ سالگی کاپیتان یک گروهان پیاده‌نظام سبک در نیروی شبه‌نظامی ساسکس بود. در سال ۱۷۹۶، فولر به‌مدت یک سال به عنوان کلانتری عالی ساسکس منصوب شد و در سال ۱۷۹۸، به عنوان کاپیتان سواره‌نظام اشراف و یومانری ساسکس انتخاب شد.
در سال ۱۷۸۰، در سن ۲۳ سالگی، جک فولر به عضویت پارلمان انتخاب شد. او از سال ۱۷۸۰ تا ۱۷۸۴ نماینده پارلمان (MP) برای ساوتهمپتون بود و از سال ۱۸۰۱ تا ۱۸۱۲ نماینده ساسکس شد.
فولر به‌ عنوان فردی شناخته می‌شد که به شدت به نوشیدن الکل گرایش داشت. در ۲۷ فوریه ۱۸۱۰، او در پارلمان درگیر حادثه‌ای با رئیس مجلس شد که این موضوع منجر به بازداشت او توسط افسر تشریفات و بدنامی عمومی‌اش گردید. در آن زمان، او در کمیته‌ای عضویت داشت که در حال بررسی دلایل پشت مأموریت فاجعه‌بار والچرن در سال قبل بود.
فولر مالک دو مزرعه در جامائیکا بود، همراه با بردگانی که در آن‌ها کار می‌کردند، که این مزارع را از عمویش، رز فولر، به ارث برده بود. در یکی از مناظرات، او ادعا کرد که بردگان هند غربی در شرایطی بهتر از بسیاری از مردم انگلستان زندگی می‌کنند.
در ۱۷ ژوئیه ۱۷۸۱، خواهر فولر، الیزابت، با سر جان پالمر آکلند، نوه سر هیو آکلند نماینده مجلس، در سنت مریل‌بون در لندن ازدواج کرد.
در سال ۱۷۹۰، در سن ۳۳ سالگی، او به سوزانا آربلا تریل، دختر  هنری تریل و هستر ترال پیشنهاد ازدواج داد اما با مخالفت روبرو شد. او هرگز ازدواج نکرد و معلوم نیست که فرزندی داشته باشد.
در سال ۱۸۱۱، یک ساختمان هرمی شکل، که اغلب به عنوان "هرم" نامیده می شود، در حیاط کلیسای سنت توماس آ بکت در برایتلینگ  به عنوان مقبره آینده برای جک فولر مورد استفاده قرار گیرد.
فولر در سال 1812 از سیاست بازنشسته شد و در انتخابات عمومی آن سال مجدداً نامزد نشد.

## زندگی بعدی

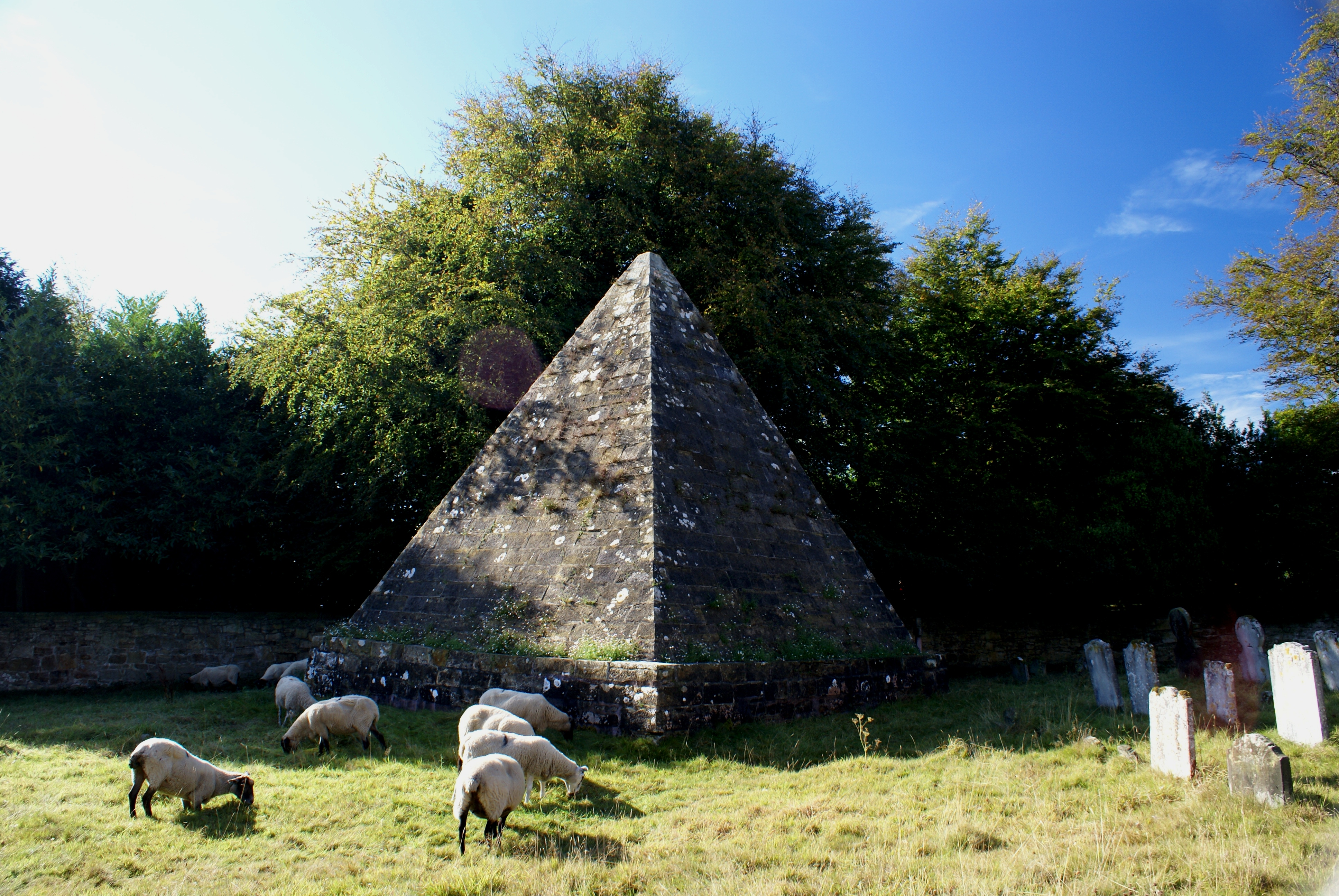
مقبره فولر «جک دیوانه» در حیاط کلیسای برایتلینگ

فولر از حامیان و پشتیبانان مؤسسه سلطنتی در لندن بود. او به‌عنوان مربی و حامی مایکل فارادی جوان عمل کرد. در سال ۱۸۱۸، مبلغ ۱۰۰۰ پوند (معادل حدود ۱۰۰,۰۰۰ پوند امروزی) به این مؤسسه قرض داد و بعدها این بدهی را بخشید.
در سال ۱۸۲۸، او مدال فولر را در مؤسسه سلطنتی تأسیس کرد و در اوایل سال ۱۸۳۳، کرسی استادی فولری شیمی را بنیان نهاد که مایکل فارادی به‌عنوان اولین استاد آن منصوب شد. بعدها، او همچنین کرسی استادی فولری فیزیولوژی را به این مؤسسه اهدا کرد.   در زمان معاصر، استفاده از عنوان فولری متوقف شده و این دو کرسی دیگر پر نخواهند شد. 
در سال ۱۸۱۸،  فولر رصدخانه ای را در برایتلینگ ساخت که طراحی آن توسط رابرت اسمیرک انجام شده بود. در سال ۱۸۲۲، او اولین قایق نجات را به ایست‌بورن در ساسکس اهدا کرد. منابع غیرمستند ادعا می‌کنند که او در سال ۱۸۲۸ هزینه ساخت فانوس دریایی بل توت را، که روی صخره‌ای در بیچی هد نزدیک ایستبورن قرار دارد، تأمین کرد. اولین فانوس دریایی بل توت یک سازه موقت چوبی بود که فعالیت خود را در ۱ اکتبر ۱۸۲۸ آغاز کرد. ساخت فانوس دریایی دائمی از جنس گرانیت در سال ۱۸۲۹ شروع شد و در ۱۱ اکتبر ۱۸۳۴ به بهره‌برداری رسید. در روز پنج‌شنبه، ۱۸ سپتامبر ۱۸۲۸، جک فولر قلعه بودیام را به قیمت ۳۰۰۰ گینی در یک حراج خرید تا آن را از تخریب نجات دهد.
در بعدازظهر جمعه، ۱۱ آوریل ۱۸۳۴، فولر در خانه‌اش واقع در شماره ۳۶ خیابان دوونشر، لندن درگذشت. او در زیر هرم موجود در حیاط کلیسای برایتلینگ به خاک سپرده شد. برای سال‌های طولانی، یک افسانه محلی روایت می‌کرد که او در هرم خود، نشسته پشت یک میز، همراه با یک مرغ بریان و یک بطری از شراب کلارت موردعلاقه‌اش دفن شده است. با این حال، پس از بررسی مشخص شد که این داستان صحت ندارد، اما همچنان به‌عنوان یک روایت محلی نقل می‌شود.اصلی‌ترین وارثان وصیت‌نامه او خواهرزاده‌اش، پرگرین پالمر فولر پالمر اکلند (۱۷۸۹–۱۸۷۱) و ژنرال سر آگوستوس الیوت فولر (۱۷۷۷–۱۸۵۷)، که پسرعموی درجه دوم جان فولر بود، بودند.
فولر همچنان در ساسکس به‌عنوان مردی نیک‌خواه و مهربان با خاطری خوش یاد می‌شود. او در دوران سختی‌های شدید، با استخدام بسیاری از مردان محلی برای ساخت دیواری در اطراف ملک خود در برایتلینگ، به آن‌ها کار داد.

## مراجع
1. ↑  جان "مد جک" فولر، مالک زمین در برایتلینگ: یک شجره‌نامه بایگانی‌شده  در ۲۶ سپتامبر ۲۰۰۷ توسط Wayback Machine.
2. ↑  "خانواده فولر از ساسکس". Archived from the original on 26 September 2007. Retrieved 25 August 2008.
3. ↑  "فولر، جان (۱۷۵۶–۱۸۳۴)، از رز هیل، ساسکس. ". تاریخ پارلمان آنلاین. Retrieved 3 December 2017.
4. ↑  هانسارد, 27 February 1810
5. ↑  "خلاصه‌ای از فرد | میراث‌های مالکیت برده در بریتانیا". ucl.ac.uk. University College London. Retrieved 31 July 2020.
6. ↑  Brightling, Sussex بایگانی‌شده  در ۲۷ سپتامبر ۲۰۰۷ توسط Wayback Machine
7. ↑  جان فولر: حامی مؤسسه سلطنتی Retrieved January 2007.
8. ↑  "جان فولر "مد جک" - نمایه و خلاصه میراث‌ها". Legacies of British Slavery. University College, London. Retrieved 8 October 2023.

- لوید توماس، آنت (۲۰۲۰). مد جک، زندگی‌های متعدد جان فولر، مالک زمین در برایتلینگ. انتشارات Otherwise. شابک: 978-1-999922238.
- هاتچینسون، جف (۱۹۹۷). فولر اهل ساسکس: یک مالک جورجیایی. هیستینگز، انگلستان: انتشارات M & W Morgan. شابک: 0-9519936-6-6.
- کافیلد، کاترین (۱۹۸۱). امپراتور ایالات متحده و دیگر عجیب‌وغریب‌های باشکوه بریتانیایی. انتشارات روتلج و کیگان پال. صفحات ۹۰–۹۲. شابک: 0-7100-0957-7.

## لینک های خارجی
- " جان دیوانه جک فولر: اسکوایر درخشان " - زندگی و دوران جان "جک دیوانه" فولر
- خبر بی بی سی
- شجره نامه دیوانه جک فولر

[[رده:نمایندگان مجلس عوام بریتانیا ۱۲-۱۸۰۷]] [[رده:نمایندگان مجلس عوام بریتانیا ۰۷-۱۸۰۶]] [[رده:نمایندگان مجلس عوام بریتانیا ۰۶-۱۸۰۲]] [[رده:نمایندگان مجلس عوام بریتانیا ۰۲-۱۸۰۱]] [[رده:اعضای پارلمان بریتانیا برای حوزه‌های انتخابیه انگلیسی]] [[رده:دانش‌آموختگان کالج ایتن]] [[رده:درگذشتگان ۱۸۳۴ (میلادی)]] [[رده:زادگان ۱۷۵۷ (میلادی)]]